# Phytoptipalpus kalahariensis
Phytoptipalpus kalahariensis är en spindeldjursart som först beskrevs av Meyer 1979.  Phytoptipalpus kalahariensis ingår i släktet Phytoptipalpus och familjen Tenuipalpidae. Inga underarter finns listade i Catalogue of Life.